# Love Stuff
「Love Stuff」（ラブ・スタッフ）は、2001年5月23日にリリースされたコタニキンヤの6枚目のシングル（BAD LUCK名義でリリースされた作品を含めると通算7枚目）。発売元はアンティノスレコード。

## 概要
タイトル曲「Love Stuff」はロッテ『モナ王』CMソングに起用された。累計売上は0.9万枚を記録。コタニキンヤ名義では本作が最後のシングルであり、デビュー時から全作品のプロデュースを手掛けてきたMad Soldiersがプロデュースした最後のシングルとなった。

## 収録曲
1. Love Stuff
  - 作詞：Mad Soldiers・Solea　作曲/編曲：Mad Soldiers
2. Love Stuff (Love Shuffle Mix)